# Karl Groos
Karl Groos (ur. 10 grudnia 1861 w Heidelbergu, zm. 27 marca 1946 w Tybindze) – niemiecki pedagog i psycholog, przedstawiciel psychologii funkcjonalnej oraz twórca oryginalnej teorii zabawy.

## Życiorys
Studiował na Uniwersytecie w Heidelbergu, gdzie uzyskał doktorat z filozofii. Karierę naukową rozpoczął jako wykładowca na Uniwersytecie w Gießen w 1889 roku. W latach 1892–1898 oraz 1901–1911 był profesorem filozofii i pedagogiki na Uniwersytecie w Gießen, a od 1898 do 1901 roku wykładał na Uniwersytecie Bazylejskim. W 1911 roku objął stanowisko profesora na Uniwersytecie im. Eberharda Karola w Tybindze, które zajmował do 1929 roku. W 1938 roku został przyjęty w poczet członków Niemieckiej Akademii Przyrodników Leopoldina (niem. Deutsche Akademie der Naturforscher Leopoldina).

## Zainteresowania naukowe
Początkowe zainteresowania naukowe Karla Groosa koncentrowały się wokół studiów nad zabawami ludzi oraz zwierząt. Rozległe studia doprowadziły do sformułowania teorii zabawy, zgodnie z którą zabawa spełnia te same funkcje w świecie ludzkim i zwierzęcym oraz przygotowuje we wczesnej młodości do właściwych zachowań w życiu dorosłym. Z czasem Groos zajął się badaniem struktur systemów filozoficznych i rozwoju metafizyki.

## Wybrane publikacje
- Einleitung in die Ästhetik, Gießen, 1892
- Die Spiele der Tiere, Jena, 1896
- Die Spiele der Menschen, Jena, 1899
- Der ästhetische Genuss, Gießen, 1902
- Das Seelenleben des Kindes, Berlin, 1904
- Die akustischen Phänomene in der Lyrik Schillers, [w:] Zeitschrift für Ästhetik und allgemeine Kunstwissenschaft, 5, 1910, s. 545–570
- Bismarck im eigenen Urteil, Stuttgart, 1920
- Das Spiel, Jena, 1922

Źródło.